# Сыроежка берёзовая
Сырое́жка берёзовая (лат. Rússula betulárum) — вид грибов, включённый в род Сыроежка (Russula) семейства Сыроежковые (Russulaceae).

## Описание

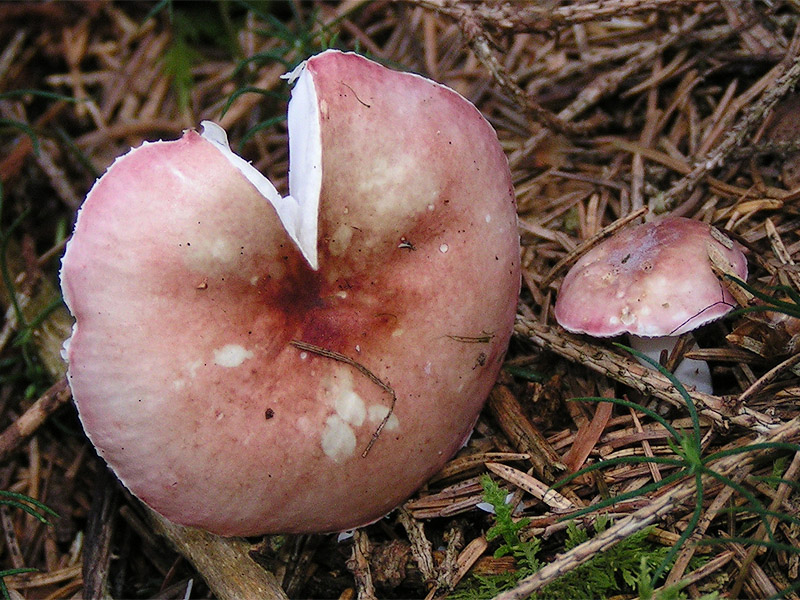

Шляпка достигает 2—5 см в диаметре, мясистая, однако ломкая, уплощённая, затем слабо вдавленная, в достаточно молодом возрасте с неправильным волнистым краем. Окраска достаточно разнообразна: от тёмно-красной или медно-красной, однако чаще более бледная, сиреневато-розовая, иногда почти белая, в центре желтоватая, во влажную погоду изредка кремовопятнистая. Кожица снимается очень легко, часто до самой середины шляпки.
Пластинки довольно редкие, тонкие и ломкие, обычно не ветвящиеся, очень слабо приросшие к ножке, часто с неровным краем, белого цвета.
Ножка изначально крепкая, во влажную погоду размокающая и становящаяся очень ломкой, равная или утончающаяся кверху, нередко с полостями, обычно морщинистая, белая или желтоватая.
Мякоть хрупкая, белая, в том числе под кожицей шляпки, во влажную погоду прозрачно-сероватая. Запах маловыраженный, вкус заметно острый.
Споровый порошок белого цвета. Споры 8—11,5×7,5—8,5 мкм, яйцевидные, бугорчатые, с неясными рубцами, образующими неполную сеточку. Пилеоцистиды цилиндрические или булавовидные.

## Экология
Вид распространён в берёзовых лесах, а также в еловых лесах с примесью берёзы в Северной Европе. Часто встречается во влажных местах, иногда — на сфагновых болотах.

## Употребление
Подобно сыроежке жгуче-едкой, сыроежка берёзовая считается условно-съедобным или несъедобным грибом. Известны случаи лёгких желудочно-кишечных отравлений, вызванных её употреблением.

## Таксономия

### Синонимы
- Russula emetica var. betularum (Hora) Romagn., 1967